# Laphria bengalensis
Laphria bengalensis là một loài ruồi trong họ Asilidae. Laphria bengalensis được Wiedemann miêu tả năm 1828. Loài này phân bố ở miền Ấn Độ - Mã Lai.